# Catalanismos en aragonés
Los catalanismo en aragonés son elementos lingüísticos originado en catalán y presentes en el aragonés. Los catalanismos son difíciles de evaluar porque el aragonés por vecindad y origen común comparte isoglosas con el catalán y el desconocimiento en profundidad de estas dos lenguas por parte de la tradición filológica española ha hecho que a menudo se considerase catalanismo en aragonés lo que no fuera igual que en castellano. Por otro lado hay palabras que no siempre es posible decir si son un catalanismo o un occitanismo.

## Catalanismos fonéticos
Parecen catalanismos por su fonética las palabras placha (del latín PLAGIA), mechana (del latín MEDIANA) y trachinero, que según la fonética aragonesa no tendrían que llevar ch.
El caso del seseo en benasqués puede ser un catalanismo fonético.

## Campos léxicos de los catalanismos

### Comercio
Hay autores como Joan Coromines i Vigneaux y Javier Terrado Pablo que explican la presencia de catalanismos en aragonés como consecuencia del comercio medieval ("catalanismos comerciales").
- Anís: la palabra catalana anís deriva del latín ANISUM y del griego antiguo ἄννησον-anison, sustituyendo a la anterior denominación aragonese de matafaluga y variantes de esta palabra[1]
- Betún:[3] adaptación del catalán betum, que deriva del latín BITUMEN (celtismo tomado del galo *bitu,  "resina"). Desde la forma latina ha seguido la misma ley fonética que ha dado en catalán fam, llegum, llum y nom ("fambre", "legumbre", "lumbre" y "nombre"), a partir de FAMINE, LEGUMINE, LUMINE y NOMINE.
- Bistrayer: calco de bestraure.[2]
- Brandón.[2]
- Capsueldo:[2] calco de capsou.
- Cordel:[2] según Germán Colón es un occitanismo.
- Esquirols:[2] pieles de ardilla importadas desde el norte de Cataluña.
- Fermall.[2]
- Filo de palomar.[2]
- Gonella.[2]
- Gramalla.[2]
- Palmella.[2]
- Paper.[2]
- Recolsador.[2]
- Vin grec.[2]
- Vellut.[2]
- Vidre.[2]

### Construcción
- Biax.[2]
- Triangle.[2]

### Organización cívica
- Correu:[2] podría ser un occitanismo.
- Medge: médico en algunas zonas de Aragón en la Edad Media.[2]

### Zoonimia
- Escarmarlán:[4] Nephrops norvegicus.
- Paharel: Carduelis cannabina.

### Otros
- Falordia / faloria: deriva del catalán falòria o falòrnia,[5] que podría provenir del latín FABULARIA.